# Xenopus largeni
Xenopus largeni (tên tiếng Anh: Sidamo Clawed Frog) là một loài ếch trong họ Pipidae. Chúng là loài đặc hữu của Ethiopia.
Các môi trường sống tự nhiên của chúng là các khu rừng vùng núi ẩm nhiệt đới hoặc cận nhiệt đới, sông, đầm nước ngọt, arable l và, và vườn nông thôn. Loài này đang bị đe dọa do mất môi trường sống.